# 狼烟台遗址
狼烟台遗址，位于中国吉林省榆树市刘家镇合心村，为一个省级文物保护单位，类型为古遗址，公布时间为2007年5月31日。该文物保护单位由榆树市博物馆管理。
狼烟台遗址的历史年代为青铜。